# John Eales Medal
John Eales Medal – przyznawane corocznie wyróżnienie dla najlepszego rugbysty australijskiej reprezentacji w danym sezonie.
Ustanowiona w 2002 roku nagroda została nazwana na cześć Johna Ealesa, kapitana narodowej reprezentacji, uznawanego za legendę tego sportu. Po każdym meczu zawodnicy zespołu wybierają najlepszych graczy tego spotkania, przydzielając trzem wyróżniającym się zawodnikom odpowiednio – trzy, dwa i jeden punkt. Po zakończeniu sezonu punkty są sumowane, a wynik głosowania ogłaszany jest podczas dorocznej gali Wallabies.

## Laureaci
- 2002 – George Smith[2]
- 2003 – Phil Waugh[3]
- 2004 – David Lyons[4]
- 2005 – Jeremy Paul[5]
- 2006 – Chris Latham[6]
- 2007 – Nathan Sharpe[7]
- 2008 – George Smith[8]
- 2009 – Matt Giteau[9]
- 2010 – David Pocock[10]
- 2011 – Kurtley Beale[11]
- 2012 – Nathan Sharpe[12]
- 2013 – Michael Hooper[13]
- 2014 – Israel Folau[14]
- 2015 – Israel Folau[15]
- 2016 – Michael Hooper[16]
- 2017 – Israel Folau[17]
- 2018 – David Pocock[18]
- 2019 – Marika Koroibete[19]
- 2020 – Michael Hooper[20]
- 2021 – Michael Hooper[21]
- 2022 – Marika Koroibete[22]
- 2023 – Rob Valetini[23]